# Ana Alonso Rodríguez
Ana Alonso Rodríguez (Granada, 7 de diciembre de 1994) es un deportista española que compite en esquí de montaña. Ganó una medalla de plata en el Campeonato Mundial de Esquí de Montaña de 2025, en la prueba de relevo mixto.

## Palmarés internacional
| Campeonato Mundial | Campeonato Mundial | Campeonato Mundial | Campeonato Mundial |
| Año                | Lugar              | Medalla            | Prueba             |
| ------------------ | ------------------ | ------------------ | ------------------ |
| 2025               | Morgins (Suiza)    | Medalla de plata   | Relevo mixto       |